# Макеевка (Варвинский район)
Маке́евка (укр. Макіївка) – село, расположенное на территории Варвинского района Черниговской области (Украина).

## География
Расположено на левом берегу реки Удай.

## Известные люди
В селе родился Тканко, Александр Васильевич — Герой Советского Союза.